# 元素高手
《元素獵人》（日語：エレメントハンター），日韓合作的电视动画，在日本的NHK教育频道从2009年7月4日播放至2010年3月27日完結，在韓國的KBS 1TV从2009年11月14日播放至2010年8月28日完結，香港粵語配音版由有線電視（CABLE TV）兒童台播出。

## 剧情简介
2029年，人们发现地中海沿岸发生了氧元素消失的现象，之后各种元素相继消失。受此影响，60年后，地球上的人口只剩下全盛时期的十分之一。调查表明，消失的元素去了另一个地球，为了取回消失的元素，名为“元素獵人”的组织成立了，其成员都是13岁以下的小孩，因为只有小孩才能去另外一个地球（黑暗地球）。

## 出場人物

### 地球隊元素獵人
雷恩‧卡拉斯/連‧卡拉斯（聲：本城雄太郎／香港：姜嘉蕾／台灣：林美秀）
年齡12歲，2077年10月9日出生，地球隊領頭的少年，好奇心旺盛，對某件東西感興趣的時候會全情投入廢寢忘食，但是對不敢興趣的東西就懶得看一眼，通常會推給別人說，“嘿，這個就交給你了。”對機械類能很快上手並能熟練的操作，究竟是什麼原因不得而知，在許多時候的行動上往往是一個人向前猛衝，常給周遭的人帶來困擾但也因為往往是意料之外的舉動，也常帶來突破困境的契機。為難時候的口頭禪是飲料的廣告詞“要保持笑容，喝未來橙汁吧！”，對愛莉有好感。
姬雅娜·菲莉娜/基婭·菲莉娜（聲：榎本溫子／香港：陳子瑩 ／台灣：石采薇 ）
年齡12歲，2077年4月8日出生，活潑，好勝，性急，輕率，有時候也會表現出纖細的一面，對孩子氣的雷恩和賀米常常感到煩躁。消化任務的速度比任何人都快，被認為好勝只是因為任性，其實上為了得到肯定在背後付出了很多努力。口頭禪是“我就是正義！”，對於雷恩抱持有著好感，總是在無意識中吃愛莉的醋，後續轉而喜歡羅德尼，亦曾被羅德尼表白。
賀米‧蘭迪/霍米·南迪耶（聲：桑島法子／香港：原宙恩 ／台灣：汪世瑋）
11歲，2077年4月10日出生，學者類型，好奇心旺盛，會專注于眼前的事物而看不到周圍的東西達到忘我境界。以邏輯思考和合理行動為準則，同時擁有不會被常規局限的柔軟性。老成部份和與年齡相符的孩子氣微妙的保持著平衡共存着。口頭禪是“我應該說什麼好呢？”，雖然居住在地球，但其實是操控基因出生的孩子，因先天性心臟病而被放棄，是漢娜的哥哥。

### 地球隊元素獵人後援
艾米·卡爾博士/艾咪·卡爾博士（聲：真山亞子/台灣：林美秀）
在故事開始時就已經死亡。作為全息影像存在著，因為全息影像的再生裝置只能存在在某個特定的地方，所以行動範圍受到極大限制。沉著冷靜的地球隊指揮。
本身為造就元素消失的元兇，因為5歲時的一次吶喊喚醒了潛藏在次元中的特殊存在，從而引發地球元素大幅度穿越次元壁流向平行世界，在理解這一切後基本上是將自己剩餘的所有生命投入尋找贖罪的方式之中繼續活著。
朱諾/悠諾（聲：中山さら／香港：陳姻岐 ）
女性人造機器人，卡爾博士培養的“門”操作員支持著地球隊。因為透過了腦部掃描擁有著卡爾博士一生所有的記憶，也因此有著類似人類的感情，但是也僅僅是類似。程序被設定為只能對對方的行動作出反應，有些怪異。
在長期和愛莉的相處之中變得越來越像人，也曾因為自己無法落淚而感到遺憾，最後為了將第三個門的情報傳遞給被封印在影地球的元素獵人們選擇自我犧牲，在生命的最後踏出成為人類的最後一步，並間接引導影地球的岩漿生命體「變形者」的誕生。後續以和地球共存的方式，在暗地中繼續看照著所有人。
愛莉‧康諾利/亞莉‧康諾利（聲:小林沙苗/台灣：汪世瑋）
13歲，長相清秀，高貴奢華的女子，而且是優等生。在Mission 5(第5話)，因不想欠人情，所以把自製的戰鬥服寄給地球隊元素獵人。但是相反的，很難要走出這個“形象”，本來是優等生的她之後因為身體的元素過濾器使用殆盡而喪失功能加上違反命令被軟禁，在Mission 14-15(第14-15話)在艾咪˙卡爾的協助下偷渡回了地球，但又因為長期在殖民地生活使的她不知道該如何與地球人相處跟姬雅娜產生衝突，但卻奇蹟似的和好了！？對雷恩抱有好感。
在元素回歸後選擇回到殖民地，繼續著一份份的研究，立誓將卡爾博士的一切全部繼續傳承下去。

### 殖民衛星隊元素獵人
愛莉‧康諾利/亞莉‧康諾利（聲:小林沙苗 / 台灣：汪世瑋）
13歲，長相清秀，高貴奢華的女子，而且是優等生。在Mission 5(第5話)，因不想欠人情，所以把自製的戰鬥服寄給地球隊元素獵人。但是相反的，很難要走出這個“形象”，本來是優等生的她之後因為身體的元素過濾器使用殆盡而喪失功能加上違反命令被軟禁，在Mission 14-15(第14-15話)在艾咪˙卡爾的協助下偷渡回了地球，但又因為長期在殖民地生活使的她不知道該如何與地球人相處跟姬雅娜產生衝突，但卻奇蹟似的和好了！？對雷恩抱有好感。
在元素回歸後選擇回到殖民地，繼續著一份份的研究，立誓將卡爾博士的一切全部繼續傳承下去。
羅德尼‧福特（聲:佐佐木望 / 香港：姜麗儀 / 台灣：何志威）
12歲，長相英俊 很文靜，殖民地隊執行部隊長般的存在，超級第二男配角，自尊心是常人的一倍，他對像是討好別人或是追星這種事一點興趣也沒有 很不以為然，常做一些無用功，喜歡聽古典音樂。一開始對愛莉抱有好感，後續轉而喜歡姬雅娜，亦曾向姬雅娜表白。
湯姆‧本森（聲:陶山章央 / 香港：張雪儀 / 台灣：林士程））
12歲，殖民地隊技師，超宅少年，擅長現場科學分析個性怪異，對任何感興趣的事都會深究，從小便刻意使自己孤立於人群之外，臉上的笑容總讓人搞不清楚他現在到底在想什麼。對漢娜很感興趣，盡可能的去討好漢娜。喜歡收集石頭和結晶之類的物體，常常製造一些不知名的機械。
在元素回歸後選擇回到地球，從卡爾博士的研究所開始進行全面性的生態復甦。
漢娜‧韋伯（聲:山口理惠）
11歲，長相可愛，是世界級超級治愈偶像，但也因為是偶像的關係所以有些驕傲自大，但很多時候基本上沒有什麼惡意只是刻意的驕縱耍賴，卻也不會觸及他人底線。預感異常的準，為操控基因而誕生的孩子，經過特殊訓練具有超強的記憶力並且能聽見一般人聽不見的音域，在腦內被強制植入了只要違反命令就會使身體產生強烈抗拒反應的催眠。其實是賀米的妹妹。
在元素回歸後選擇回到地球，繼續自己的偶像之道，和姬雅娜的母親成為最佳演員搭檔。

### 其他人物
丹‧卡拉斯（聲:小山力也）
雷恩的父親。與妻子一同經營著一間小餐廳，縱使在元素缺乏的世代仍能做出美味的料理令人感到溫暖與幸福，其父曾為元素獵人，後在一次事故中喪命。
南迪‧蘇倫德拉（聲:篠原大作）
賀米的養父，被賀米稱為「爺爺」。是一個優秀的企業家，也是一個好丈夫與父親，從倉庫白手起家最終將事業發展為國際連鎖的大型企業，在賀米的眼中是個完美到基本上無法拉近距離的人。退休後相當喜愛許多的老事物，曾留下一張連、賀米和姬雅娜的銀版合照相片。
拉克絲蜜‧阿里（聲:前田敏子）
賀米的養母，被賀米稱為「奶奶」。
文生‧福特（聲：宇垣秀成）
羅德尼的父親。優秀的企業家與政治家，對於自家兒子的道路有著近乎完美的規劃，並且無時無刻都希望孩子能回來繼承，只是有時過度使用手段反倒造成羅德尼的反感，導致父子離心。
莎賓娜‧福特（聲:關山美沙紀）
羅德尼的母親。

## 特別用語
- 元素獵人/元素高手

成員都是13歲以下的小孩，因為只有小孩才能去另外一個地球（黑暗地球）。
- 元素消失
- 元素裝置
- QEX（キューエックス）

「Quint Essence X」的縮寫。
- 黑暗地球

另外一個地球，各種消失的元素會流到這裏。
- ELEBILE(エレバイル)
- Praparat(プレパラート)
- REACTOR EDGE(リアクターエッジ)
- RUNDRIVE(ランドライブ)
- 戰鬥服/防護服/Booster Wear(ブースターウェア)

有許多不同的功能，堅固耐用，也能夠把體能提高，但是本身的能源卻和門相連，一旦斷線備用電池在長時間待機下可支撐二到三個星期，但進入戰鬥模式最多只能支撐兩天。它也可以匹配QEX的能力，添加額外的效果。
功能:口罩，藏在防護服裡，位於下巴附近。氧氣筒，藏在口罩裡。護眼罩或頭盔，開關藏在護耳套。蛙鞋，藏在防護服的鞋裡。

## 相關產品
- 元素獵人/エレメントハンター/엘리먼트 헌터/ELEMENT HUNTERS(NDS/NDSL/NDSi)

將本作遊戲化的作品，在日本和韓國發售。
- 玩具:

ELEBILE(エレバイル)

## 製作人員
- 企劃：亀村哲朗、金英愛、鵜之澤伸、佐藤明宏、天城靱彦
- 原案：伊藤和典
- 監督：奧村吉昭 / 洪憲杓
- 系列構成：荒川稔久
- 人物原案：奥村大悟
- 人物設定、總作畫監督：柳奉鉉
- 設定：金子隆一（SF設定）、村上雅人（科学考証）
- 美術監督：奉夏權、坂本信入
- 撮影監督：羅世允（第1集〜第34集）、李錫凡（第31集〜第39集）
- 編集：瀬山武司
- 音響監督：中野徹
- 音樂：佐橋俊彦
- 音樂製作：Flying DOG、野崎圭一
- 製作人：蔭山康生、金仙泰
- 動畫製作人：
- 執行製作人：菅山明美
- 動畫製作：NHK ENTERPRISES、HEEWON ENTERTAINMENT
- 製作、著作：元素獵人製作委員會

## 主題曲
片头曲
作詞・作曲 - 石川智晶 / 編曲 -  / 歌 - 石川智晶
片尾曲
作詞 -  / 作曲・編曲 - 柿島伸次 / 歌 - 

## 各話列表
| 話數       | 日文標題 | 中文標題                      | 劇本       | 演出                        | 作畫監督                                           |
| ---------- | -------- | ----------------------------- | ---------- | --------------------------- | -------------------------------------------------- |
| Mission 1  |          | 前往異世界                    | 荒川稔久   | キム・ジング                | イ・ジェハン                                       |
| Mission 2  |          | 預想外的分裂                  | 荒川稔久   | イ・ジョンギョン            | チャン・ヒョングン                                 |
| Mission 3  |          | 我們的再結晶                  | 荒川稔久   | ヤン・スンウ                | パク・キドク                                       |
| Mission 4  |          | 爆發！被點燃的意志            | 村山桂     | イ・ジョンギョン            | チャン・ヒョングン                                 |
| Mission 5  |          | 激昂的姬雅娜！我就是正義！    | 伊藤美智子 | キム・ジング                | チャン・ヒョングン                                 |
| Mission 6  |          | 內心的陽性反應                | 伊藤美智子 | キム・ジング                | チャン・ヒョングン                                 |
| Mission 7  |          | 記憶中的黑色物質              | 中野貴雄   | イ・ジョンヒョン            | チョン・ジヒ チェ・ヨンヒ                          |
| Mission 8  |          | 自尊心 熱傳導!                | 村山桂     | イ・ジョンヒョン            | チャン・ヒョングン イム・ヒョギョン                |
| Mission 9  |          | 斷絕關係的覺悟！請原諒我 媽媽 | 伊藤美智子 | ホン・ホンピョ              | パク・キドク チャン・ヒョングン                    |
| Mission 10 |          | 宇宙第一的超流動男            | まさきひろ | イ・ジョンギョン            | イム・ヒョギュン チェ・ヨンヒ                      |
| Mission 11 |          | 羈絆 結合的指令！             | 村山桂     | イ・ジョンギョン            | キム・ギナム チョン・ジヒ                          |
| Mission 12 |          | 走向崩壞的好奇心              | 中野貴雄   | ヤン・ドンジュ              | チャ・サンフン パク・キドク                        |
| Mission 13 |          | 呼喚破滅的特異點              | 村山桂     | キム・ジョンヨン            | チャ・サンフン                                     |
| Mission 14 |          | 命運的自由下墜                | 荒川稔久   | キム・ジョンヨン            | チャ・サンフン                                     |
| Mission 15 |          | 心之炎！一炮開花              | 荒川稔久   | ヤン・ドンジュ ヤン・スンウ | チャ・サンフン パク・ミョンファン キム・チャングィ |
| Mission 16 |          | 誕生!超低氣壓領隊             | 林壮太郎   | イ・ジョンギョン            | チェ・ヨンヒ チョン・ジヒ                          |
| Mission 17 |          | 窺見共生體之日                | 中野貴雄   | ファン・ヨンシク            | パク・キドク                                       |
| Mission 18 |          | 第三行星的夕陽                | 伊藤美智子 | ハン・ヨンフン              | キム・ヒョノク                                     |
| Mission 19 |          | 礦石來了！                    | まさきひろ | ファン・ヨンシク            | パク・クァンモ キム・チャングィ                    |
| Mission 20 |          | 呼喚謎之複製體                | 村山桂     | イ・ジョンギョン            | チョン・ジヒ                                       |
| Mission 21 |          | 未知威脅！金屬生物            | 林壯太郎   | ヤン・ドンジュ              | パク・ミョンファン チャ・サンフン                  |
| Mission 22 |          | 被操作的原子組合              | 村山桂     | キム・ジョンヨン            | チャ・サンフン                                     |
| Mission 23 |          | 鈦元素消失！夢想不滅          | 中野貴雄   | イム・スンボン              | イム・スンボン                                     |
| Mission 24 |          | 加速的元素消失                | 荒川稔久   | ファン・ヨンシク            | パク・クァンモ                                     |
| Mission 25 |          | 初次接觸                      | まさきひろ | イム・スンボン              | イ・ハンヒョン                                     |
| Mission 26 |          | 深刻記憶・潛水                | 伊藤美智子 | イ・ジョンギョン            | キム・チャングィ                                   |
| Mission 27 |          | 來自膜宇宙外的贈禮            | まさきひろ | イ・ジョンギョン            | チェ・ヨンヒ チョン・ジヒ                          |
| Mission 28 |          | 熔岩生命shapeshifter          | 林壯太郎   | イム・スンボン              | パク・クァンモ                                     |
| Mission 29 |          | 向解決的轉移點                | 村山桂     | ヤン・ドンジュ              | パク・ミョンファン                                 |
| Mission 30 |          | 小惡魔的暴風雪                | 中野貴雄   | キム・ジョンヨン            | チャ・サンフン                                     |
| Mission 31 |          | 不被允許的實驗結果            | 伊藤美智子 | パク・ビョンサン            | クォン・ウンギョン                                 |
| Mission 32 |          | 地幔突入！前往地底的挑戰      | まさきひろ | ファン・ヨンシク            | パク・クァンモ                                     |
| Mission 33 |          | 無法歸還・被阻斷的未來        | 荒川稔久   | イ・ジョンギョン            | キム・チャングィ                                   |
| Mission 34 |          | 嘉亞的決斷降臨於殖民衛星！    | 荒川稔久   | イ・ジョンギョン            | チェ・ヨンヒ チョン・ジヒ                          |
| Mission 35 |          | 智能機器人之夢                | 荒川稔久   | ハン・ヨンフン              | チャ・サンフン クォン・ウンギョ                    |
| Mission 36 |          | 超越時空的奇蹟                | 伊藤美智子 | ヤン・ドンジュン            | キム・チャングィ チャ・サンフン                    |
| Mission 37 |          | 明天、向著十一次元！          | 荒川稔久   | パク・ビョンサン            | クォン・ウンギョン                                 |
| Mission 38 |          | 破滅的情報能量                | 中野貴雄   | イ・ジョンギョン            | キム・チャングィ チョン・ジヒ                      |
| Mission 39 |          | 前往未來的感受                | 荒川稔久   | キム・ジョンヨン            | チャ・サンフン                                     |